# تپه جار کوسه
تپه جار کوسه مربوط به سدهٔ ۶ تا ۸ ه.ق است و در شهرستان بوکان، بخش مرکزی، دهستان آختاچی، روستای کوسه واقع شده و این اثر در تاریخ ۷ اسفند ۱۳۸۵ با شمارهٔ ثبت ۱۷۶۴۷ به‌عنوان یکی از آثار ملی ایران به ثبت رسیده است.